# بهاجاداتا
بهاغدات أو بهاجاداتا (بالإنجليزية: Bhagadatta)‏، و(بالسنسكريتية: भगदत्त)‏ هو ابن نيركاسور وملك مملكة براججيوتيشا. وُلِد بهاجاداتا من أحد أطراف أسورا يُدعى باكالا. كان محاربًا مشهورًا، وكان معروفًا بأنه صديق عظيم لإندرا. عندما شرع أرجونا في الغزو لمساعدة أخيه يوديشثيرا على أداء راجاسويا ياغيا، كان بهاجاداتا من أوائل الملوك الذين غزاهم. كان ماهرًا بشكل خاص في استخدام الأفيال في الحروب. حارب من أجل كوروفيين في حرب مهابهارتا.